# 小行星8721
小行星8721（8721 AMOS）是一颗绕太阳运转的小行星，为主小行星带小行星。该小行星于1996年1月14日发现。

## 轨道参数
小行星8721的轨道半长轴为3.9168140 UA，离心率为0.036。